# 梅塔米斯
梅塔米斯（法語：Méthamis，法語發音：[metamis]）是法国普罗旺斯-阿尔卑斯-蓝色海岸大区沃克吕兹省的一个市镇，属于卡庞特拉区。

## 地理
梅塔米斯（44°0'52"N, 5°13'26"E）面积36.81 平方千米，位于法国普罗旺斯-阿尔卑斯-蓝色海岸大区沃克吕兹省，该省份为法国东南部内陆省份，北起德龙省，西北接阿尔代什省，西接加尔省，南至罗讷河口省，东南角与瓦尔省接壤，东临上普罗旺斯阿尔卑斯省。
与梅塔米斯接壤的市镇（或旧市镇、城区）包括：布洛瓦克、利乌、马勒莫尔迪孔塔、莫尼约、米尔斯、沃纳斯克。
梅塔米斯的时区为UTC+01:00、UTC+02:00（夏令时）。

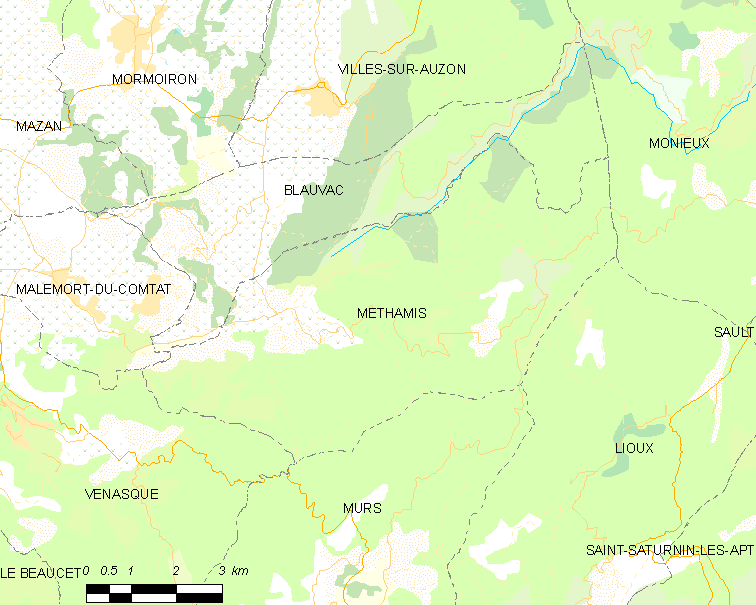
梅塔米斯的OSM定位图

## 行政
梅塔米斯的邮政编码为84570，INSEE市镇编码为84075。

## 政治
梅塔米斯所属的省级选区为佩尔讷莱方丹县。

## 人口

1962-2008年间梅塔米斯人口变化图示

梅塔米斯于2022年1月1日时的人口数量为453人。